# Hydrodessus peloteretes
Hydrodessus peloteretes är en skalbaggsart som beskrevs av Spangler 1985. Hydrodessus peloteretes ingår i släktet Hydrodessus och familjen dykare. Inga underarter finns listade i Catalogue of Life.